# Amandus Karl Vanselow
Amandus Karl Vanselow, auch Amandus Carolus Vanselow (* 27. August 1699 in Dobberphul bei Wollin; † 5. Juli 1771 in Plathe) war ein deutscher Bürgermeister und Sachbuchautor. Er veröffentlichte Personenlexika zur Geschichte Pommerns.

## Leben
Vanselow war der Sohn des Bildnismalers Martin Vanselow (1659–1743). Er war von 1729 bis 1767 Bürgermeister der Stadt Plathe in Pommern sowie Justitiar der Ämter Naugard, Massow und Gülzow. Näheres ist über seine amtliche Tätigkeit nicht überliefert.
Er heiratete 1733 Margarethe Louise Ventzke (1705–1769), eine Pastorentochter aus Plathe. Vanselow hatte fünf Kinder: Karl Friedrich (1728–vor 1771), Wilhelm Karl (1733–1801), Konrad Julius Amandus (1738–vor 1771), Maria Luisa Friederika (1739–1798) und Johann Friedrich Amandus (1743–1744). Sein Sohn Wilhelm Karl Vanselow († 1801) war Akziseinspektor in Plathe.

## Schriften
Vanselow veröffentlichte mehrere Personenlexika zur Geschichte Pommerns, die noch heute brauchbar sind:
- Gelehrtes Pommern oder Alphabetische Verzeichniß einiger in Pommern gebohrnen Gelehrten männlichen und weiblichen Geschlechtes nach ihren merckwürdigsten Umständen und verfertigten Schrifften. Stargard 1728. (Digitalisat, eine Neuausgabe ist unvollendet und ungedruckt geblieben, wurde aber von Johann Carl Conrad Oelrichs (1722–1799) verwendet)
- Genealogische Beschreibung des Hochadelichen Geschlechts von der Osten Burg- und Schloßgesessenen in Pommern. Kolberg 1738. Digitalisat in der Staatsbibliothek zu Berlin
- Adeliches Pommern. Kolberg 1742. (Biographien von Staatsmännern, Militärs und Gelehrten aus den pommerschen Adelsfamilien, Digitalisat in der Digitalen Bibliothek Mecklenburg-Vorpommern)
- Pommerisches Heldenregister oder Das Leben und die Thaten derer Fürstlichen, Gräflichen, Freyherrlichen, Adelichen und Bürgerlichen Standes-Personen, so in Pommern gebohren und in Kriegs-Diensten berühmt gemacht aus sicheren Nachrichten in Alphabetischer Ordnung beschrieben. 1745.
- Nachrichten von den Generalsuperintendenten, Präpositen etc. seit der Reformation bis 1765 in Hinterpommern. Stargard 1766.